# Fernet Stock
Fernet Stock je alkoholický bylinný likér typu bitter, vyráběný v Česku ze čtrnácti bylin z celého světa. Jsou z jižní Evropy, Afriky, Jižní Ameriky, Asie a tři z nich z Česka. Šest bylin je odtajněných:
- hořcový kořen - dodává specifickou hořkost
- zeměžlučová nať - působí jako životabudič
- heřmánek římský - dodává kořenitou vůni
- chininová kůra - dodává specifickou hořkost
- pomerančová kůra - zmírňuje hořkost
- čubet benedikt - zvyšuje chuť k jídlu

Legendární nápoj s typickou hořkou chutí se v Čechách vyrábí od roku 1927. Lihovar založil Ital Lionello Stock, který se po rozpadu Rakousko-Uherska přestěhoval z Itálie do Čech a v roce 1920 koupil lihovar v Plzni-Božkově.
Fernet Stock se dodnes připravuje podle stále stejné receptury. Tajemství jeho receptury zná jen omezený počet lidí a část jeho výroby je stále založena na ruční práci.
O jeho popularitě svědčí řada slangových pojmenování: černý švihák, lak na rakve, moč mrtvé asfaltérky, mačkané štěnice, fermež, fernýtek, nafta, feďousek nebo dech mrtvé milenky. Fernet Stock se využívá i při přípravě koktejlů. Například takzvaný „Bavorák“ je fernet kombinovaný s tonikem.

## Historie

### Po první světové válce
První Fernet Stock připravil Lionello Stock (1866–1948) v roce 1927 v Plzni. Jeho rod pocházel z Frankfurtu, ale roku 1844 se otec Lionella přestěhoval z Terstu do Splitu. V roce 1884 založil Lionello se svým společníkem lihovar Camis & Stock v Terstu. Vypracovali se postupně na jeden z největších lihovarů v Evropě. Po rozpadu Rakousko-Uherska se Lionello přestěhoval z Itálie do Čech, neboť obchod již nešel tak dobře jako dřív.
Roku 1920 Lionello koupil likérku v Plzni-Božkově a Fernet Stock se v roce 1927 stal prvním výrobkem Stocku Plzeň. Byl bez obsahu vinného destilátu, a proto cenově dostupnější. Jeho receptura je však mnohem staršího data. Podle dochovaných svědectví ji měl Lionello již dříve uloženu v sejfu. Jako jedinému výrobku této firmy byl Fernet Stocku již při uvedení na trh věnován i samostatný reklamní prospekt, dokonce v několika jazykových verzích.
Fernet Stock se díky rostoucí popularitě stal součástí „silné trojky“ tehdejšího Stocku Plzeň, kterou tvořily značky Stock Brandy Medicinal, Stock Vermouth Royal a Fernet Stock. Tyto značky byly výrazně marketingově podporovány, například neonovými světelnými reklamami, malbami na štítech budov, ale i potištěnými podtácky či účtenkami v restauracích. Lionello jako jeden z prvních také začal pro reklamu využívat rozhlasové vysílání a pro podporu Fernetu Stock zorganizoval dokonce spotřebitelskou soutěž, jejíž vítěz získal motocykl značky Ogar.

### Během druhé světové války
Po nástupu nacistů k moci museli lihovar Stock Plzeň opustit všichni neárijští zaměstnanci. Vedoucím výroby paradoxně zůstal Žid Arnošt Müller, mistr destilace, který jediný tehdy znal recepturu na výrobu Fernetu Stock.
Válka blokovala přísun vinného destilátu z Itálie pro produkci brandy. To podnítilo výrobu jiných lihovin, mimo jiné i Fernetu Stock. Přesto však válečná ekonomika obecně výrobě lihovin nepřála, odběr lihu i prodej výrobků byl regulován.

### Po druhé světové válce
Od léta 1945 až do února 1947 byla v podniku ustavena národní správa, poté byl Stock navrácen původním majitelům a Lionello Stock mohl opět rozjet naplno výrobu Fernetu Stock. To trvalo jen rok, než byla firma po komunistickém převratu znárodněna. I po znárodnění Stocku Plzeň zůstala práva na užívání tradičních ochranných známek „Stock“ a „Fernet Stock“ v rukou Lionella Stocka. Za jejich užití se platily vysoké licenční poplatky. Tehdejšímu řediteli Josefu Perkovi se podařilo uzavřít dohodu, podle níž mohly být známky na území Československa používány bezplatně. To bylo klíčové i pro zachování další produkce Fernetu Stock.
V šedesátých až osmdesátých letech obliba Fernetu Stock rostla, stal se nedostatkovým „podpultovým“ zbožím. Průvodním jevem rostoucí obliby je řada slangových pojmenování černý švihák, lak na rakve, moč mrtvé asfaltérky, mačkané štěnice, fermež, nafta nebo dech mrtvé milenky.
Mezi lety 1990 a 1997 se produkce zvýšila o 500 %.

## Výroba
Složení likéru i jeho receptura jsou přísně střeženy (příslušný dokument je uložen u londýnského notáře). Vyrábí se ze čtrnácti bylin, z nichž odtajněno bylo šest ingrediencí: hořcový kořen, zeměžlučová nať, heřmánek římský, chininová kůra, pomerančová kůra a čubet benedikt.
Receptura je založena na určitém poměru bylin. Ten se však může měnit podle jejich kvality a hořkosti. Poměr se tak musí neustále upravovat. Na poměru bylin a následné chuti se musí shodnout pět pracovníků likérky.
Byliny se při výrobě macerují minimálně dva měsíce v šedesátiprocentním lihu. Výroba macerátu probíhá v obci Prádlo a ročně se zužitkuje přibližně 80 tun bylin. Hotový macerát se pak převeze do Božkova, kde se ředí a upravuje. Čtyři měsíce zraje v kádích, míchá se a stále se kontroluje jeho kvalita. Pak se nápoj stáčí do lahví a ještě dva měsíce odpočívá ve skladu. Celý výrobní proces je dokončen po devíti až dvanácti měsících. 